# Josef Paulus (Maler)
Josef Paulus (* 18. Februar 1877 in Elbogen (Loket), Österreich-Ungarn; † 8. Februar 1955 in Kempten (Allgäu), Bayern) war ein deutscher Maler, Illustrator und Fotograf. 
Er war Schüler der Kunstgewerbeschulen in Nürnberg und Wien sowie später an der Malschule Heinrich Knirrs in München.
Josef Paulus’ Werke umfassen hauptsächlich Landschaftsmalereien aus den böhmischen Raum sowie auch Kopien der Werke anderer Maler wie beispielsweise von Raphael Wehle. Sein Ölgemälde Burg Elbogen wurde in die Sammlung des Körner-Museums in Dresden aufgenommen.
Später war Paulus auch als Fotograf tätig. 